# Gregory Choniades
Gregory Chioniades (em grego: Γρηγόριος Χιονιάδης; c. 1240 – c. 1320) foi um grego bizantino astrônomo. Ele viajou para a Pérsia, onde aprendeu matemática e astronomia persa, que ele introduziu no Bizâncio após seu retorno da Pérsia e fundou uma academia astronômica em Trebizonda. Chioniades também serviu como bispo Ortodoxo em Tabriz.

## Biografia
Informações sobre Chioniades sobrevivem em algumas fontes contemporâneas. Em 1347, George Chrysokokkes escreveu que 
Citação: um certo Chioniades, que havia sido criado em Constantinopla, se apaixonou pela matemática e outras ciências. Depois de dominar a medicina, ele desejou estudar astronomia; foi informado que, para satisfazer seu desejo, teria que ir para a Pérsia (então sob domínio do Ilcanato). Ele viajou para Trebizonda, onde recebeu assistência do Imperador Aleixo II de Trebizonda, e de lá seguiu para a própria Pérsia, onde convenceu outro Imperador a ajudá-lo. Ele eventualmente aprendeu tudo o que desejava saber e retornou a Trebizonda, trazendo da Pérsia vários textos astronômicos que traduziu para o grego.
Ele nasceu em Constantinopla, provavelmente por volta de 1240, e originalmente se chamava George. Dezesseis cartas de Chioniades sobreviveram, confirmando que ele recebeu assistência de Aleixo II e viajou para a Pérsia. Chioniades traduziu várias obras árabes e persas sobre matemática e astronomia, incluindo as tabelas astronômicas de seu professor Shams al-Din al-Bukhari, que havia trabalhado no famoso observatório de Maragheh sob a orientação do polímata Nasir al-Din al-Tusi. Chioniades desempenhou um papel importante na transmissão de várias inovações do mundo islâmico para a Europa. Estas incluem a introdução do astrolábio universal independente de latitude na Europa e uma descrição grega do casal de Tusi, que mais tarde teria influência no heliocentrismo Copernicano. Chioniades também traduziu vários tratados Zij para o grego, incluindo o persa Zij-i Ilkhani de al-Tusi e do observatório de Maragheh, bem como as Tabelas Sanjaric seljúcidas de al-Khazini, um astrônomo islâmico de ascendência grega bizantina.
Chioniades residiu em Tabriz, na época a capital mongol, de 1295 a 1296, servindo como bispo ortodoxo para a comunidade ortodoxa naquela cidade, e posteriormente retornou a Constantinopla. Em 1302, ele retornou a Tabriz como bispo. Segundo David Pingree, isso pode ter sido em conexão com a tentativa de Andrônico II Paleólogo de formar uma aliança com o Khan Ghazan no verão de 1302.
Ele permaneceu em Tabriz pelo menos até 1310, antes de retornar a Trebizonda, onde é atestado como hieromonge por volta de 1315. Chioniades também escreveu obras religiosas, incluindo um comentário sobre João Damasceno, uma liturgia akolouthia sobre São Eugênio de Trebizonda e uma profissão de fé.